# Moana Pozzi

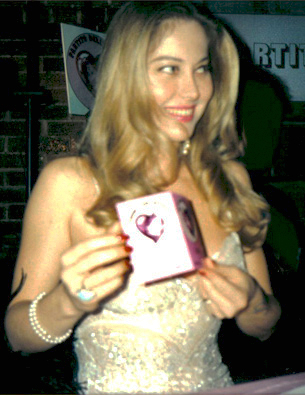
Moana Pozzi (1992)

Anna Moana Rosa Pozzi (* 27. April 1961 in Genua; † 15. September 1994 in Lyon, Frankreich) war eine italienische Schauspielerin und Pornodarstellerin.
Sie begann ihre Filmkarriere 1981 und spielte kleine Rollen in Kino- und Fernsehfilmen. Im gleichen Jahr spielte sie auch (ohne Namensnennung) zum ersten Mal in einem Pornofilm (Valentina, ragazza in calore) mit. 1986 hatte sie (ohne Erwähnung im Abspann) einen kleinen Auftritt in Federico Fellinis Film Ginger und Fred. Kurz darauf lernte sie die ungarisch-italienische Pornodarstellerin Ilona Staller (Cicciolina) kennen und begann, wieder in Pornofilmen mitzuspielen, dieses Mal unter ihrem richtigen Namen. Durch zahlreiche Auftritte im italienischen Fernsehen wurde sie zu Beginn der 1990er-Jahre rasch zum landesweiten Star, dessen Popularität sogar die Cicciolinas übertraf.
In ihrer 1991 erschienenen Autobiografie La filosofia di Moana (Die Philosophie Moanas) gab sie an, zahlreiche Affären und sexuelle Begegnungen mit wichtigen Männern gehabt zu haben, nannte aber keine Namen. Auch der frühere Ministerpräsident Bettino Craxi soll zu diesen Männern gehört haben. Zusammen mit Ilona Staller gründete sie 1991 die kurzlebige italienische Partei Partito dell’Amore (Partei der Liebe), zu deren Programm die Legalisierung von Bordellen, eine bessere sexuelle Aufklärung und die Schaffung von „Liebesparks“ gehörten, die aber bei den Wahlen 1992 scheiterte. 1993 trat sie nochmals bei Lokalwahlen in Rom an, scheiterte aber erneut.
Im Alter von 33 Jahren starb sie 1994 in Lyon an Leberkrebs. Ihr Tod in diesem jungen Alter und die Tatsache, dass ihre Krebserkrankung zuvor völlig unbekannt war, ließen Zweifel an der Wahrheit der Meldung ihres Todes aufkommen. Es kamen Gerüchte auf, sie sei in Wahrheit an AIDS gestorben oder sei ganz im Gegenteil noch am Leben und habe ihren Tod nur vorgetäuscht, um ihr altes Leben hinter sich zu lassen und ein neues zu beginnen. Es wurde spekuliert, sie habe aufgrund des sich zu dieser Zeit abzeichnenden politischen Wandels in Italien (erstmalige Wahl Silvio Berlusconis zum Ministerpräsidenten) Erpressungen oder Peinlichkeiten wegen ihrer zahlreichen Affären mit (ungenannten) einflussreichen Männern vermeiden wollen. Dass anscheinend niemand außer Familienangehörigen ihre Leiche gesehen hatte und dass die Familie sich nach dem Tod in Widersprüche verwickelte, gab diesen Gerüchten zusätzlich Nahrung.
1999 kam der italienische Spielfilm Guardami heraus, der auf Moana Pozzis Leben basierte. Am 12. September 2005 gab der italienische Staatsanwalt Attilio Pisani bekannt, dass die Ermittlungen zu ihrem Tod wiederaufgenommen würden, da es im offiziellen Bericht über ihren Tod viele Fehler und Ungereimtheiten gebe. Im Dezember 2005 wurde in der italienischen Fernsehsendung Chi l’ha visto? zum ersten Mal das offizielle Sterberegister des Friedhofs in Lyon mit dem exakten Todesdatum Moana Pozzis sowie die Einäscherungsbestätigung gezeigt. Interviews mit ihrer Familie und ihrem lange Zeit geheim gehaltenen Ehemann Antonio Ciesco bekräftigten die Umstände ihres Todes. Im Februar 2006 gab Simone Pozzi (* 11. März 1979) bekannt, dass er nicht wie bisher geglaubt der jüngere Bruder Moana Pozzis sei, sondern in Wahrheit ihr Sohn.
In der Netflix-Miniserie Supersex (2024) wurde Pozzi von der Schauspielerin Gaia Messerklinger dargestellt.

## Filmografie (Auswahl)
- 1983: The Riffs II – Flucht aus der Bronx (Fuga dal Bronx)
- 1988: Provokation (Provocazione)
- 1989: Italienische Liebesgrüße (Diva Futura)
- 1989: Erotic Games (Corruption)
- 1989: Ecstasy
- 1992: Nimm’s nicht krumm, Daddy (Amami)